# Helicòpter

Helicòpter.

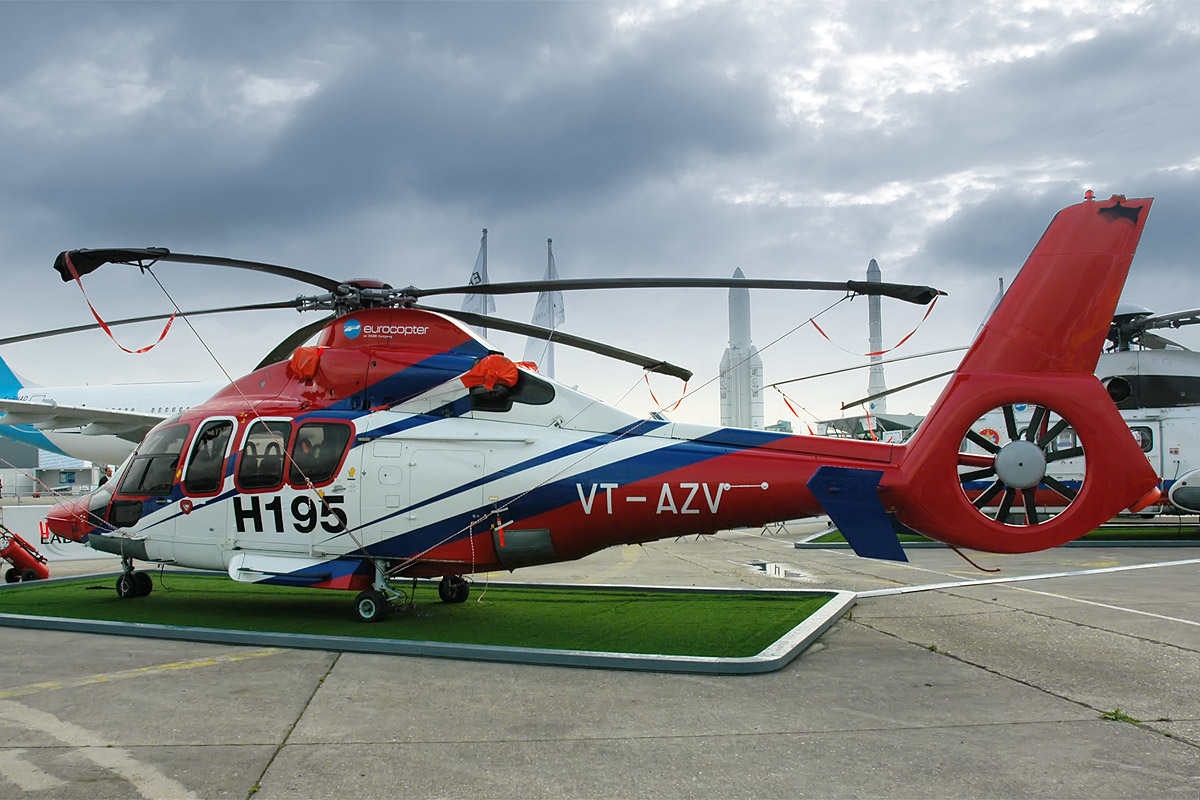
Eurocopter EC 155 Dauphin.

Un helicòpter és una aeronau d'ala giratòria propulsada per un motor, en la qual la sustentació, contràriament als avions, no prové d'unes ales fixes, sinó d'un conjunt d'ales giratòries conegut com a rotor principal, situat en la part superior de l'aparell. Aquesta configuració li permet aterrar i enlairar-se verticalment, mantenir-se quiet a l'aire i fins i tot volar en direcció lateral o marxa enrere. Això li permet realitzar moltes tasques impossibles per als avions d'ala fixa.
La paraula 'helicòpter' prové del francès. Va ser ideada per Gustave de Ponton d'Amecourt l'any 1861 a partir de les paraules en grec helix/helik- (ἕλικ-) que vol dir 'espiral' o 'girar' i pteron (πτερόν) que vol dir 'ala'.
Els helicòpters van ser desenvolupats durant la primera meitat del segle xx amb alguns dissenys produïts de forma limitada. Però no va ser fins a l'any 1942 que un helicòpter dissenyat per Igor Sikorsky va arribar a produir-se en sèrie amb 131 aparells construïts. Tot i que els dissenys primitius tenien més d'un rotor, va ser el dissenyat amb un rotor principal i un rotor de cua el que es va generalitzar i que tothom reconeix com a helicòpter.

## Usos
Gràcies a la capacitat de vol vertical, el poc espai que requereixen per aterrar o envolar-se i la maniobrabilitat a baixa velocitat els helicòpters són aeronaus molt flexibles i polivalents. Entre els múltiples usos possibles en destaquen:

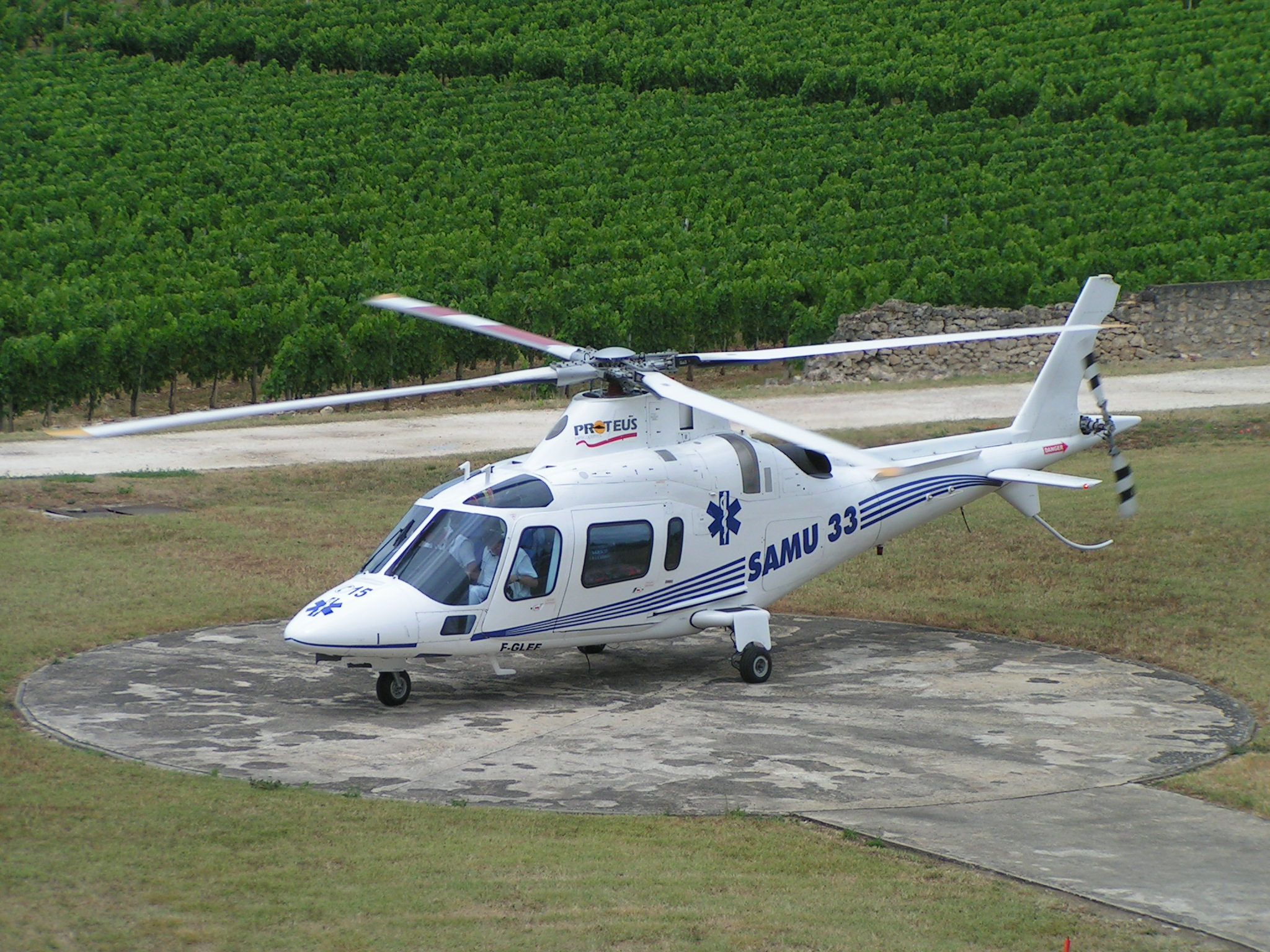
Un helicòpter utilitzat com a ambulància aèria
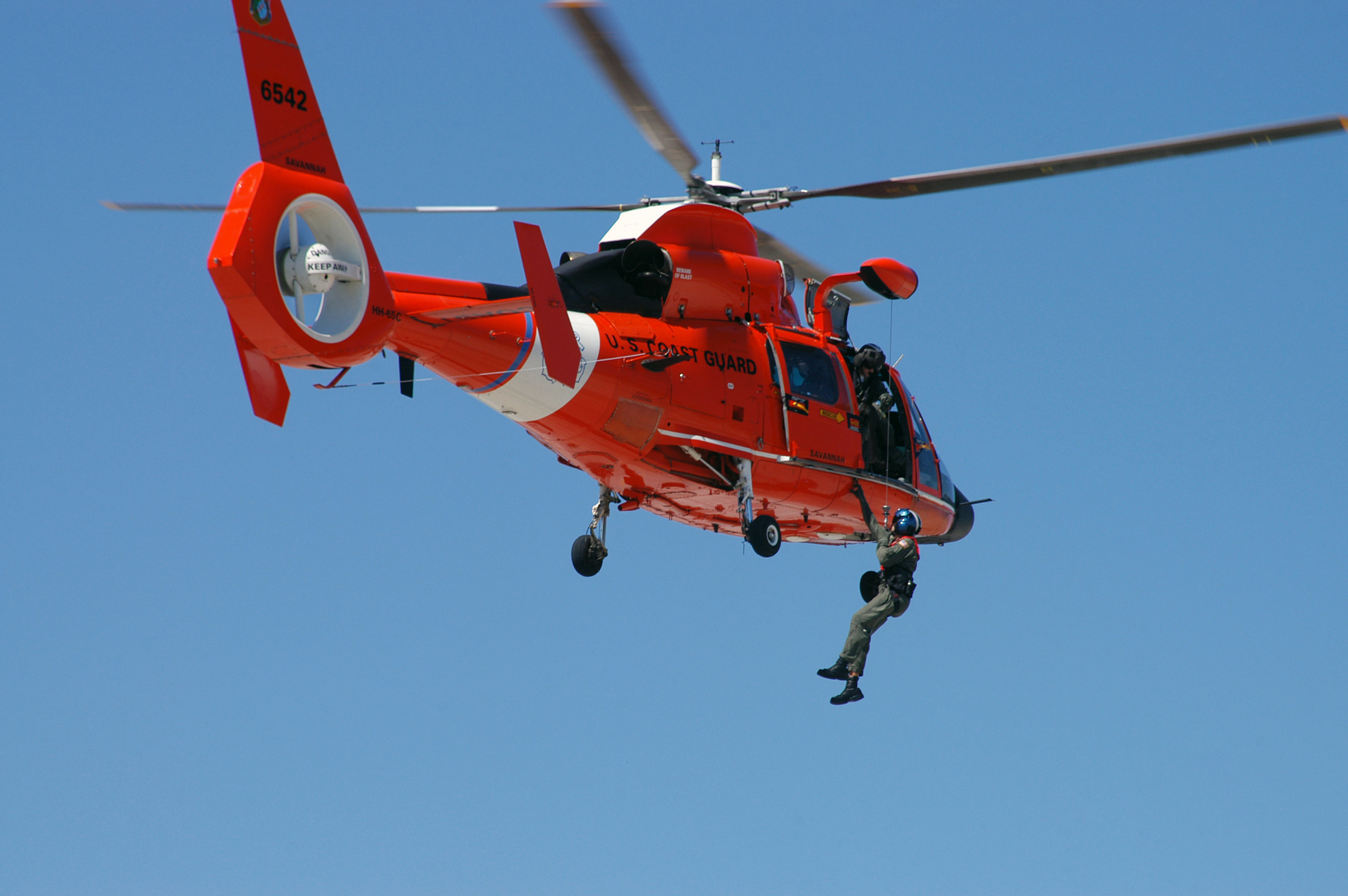
Helicòpter de rescat HH-65 Dolphin en una missió d'entrenament
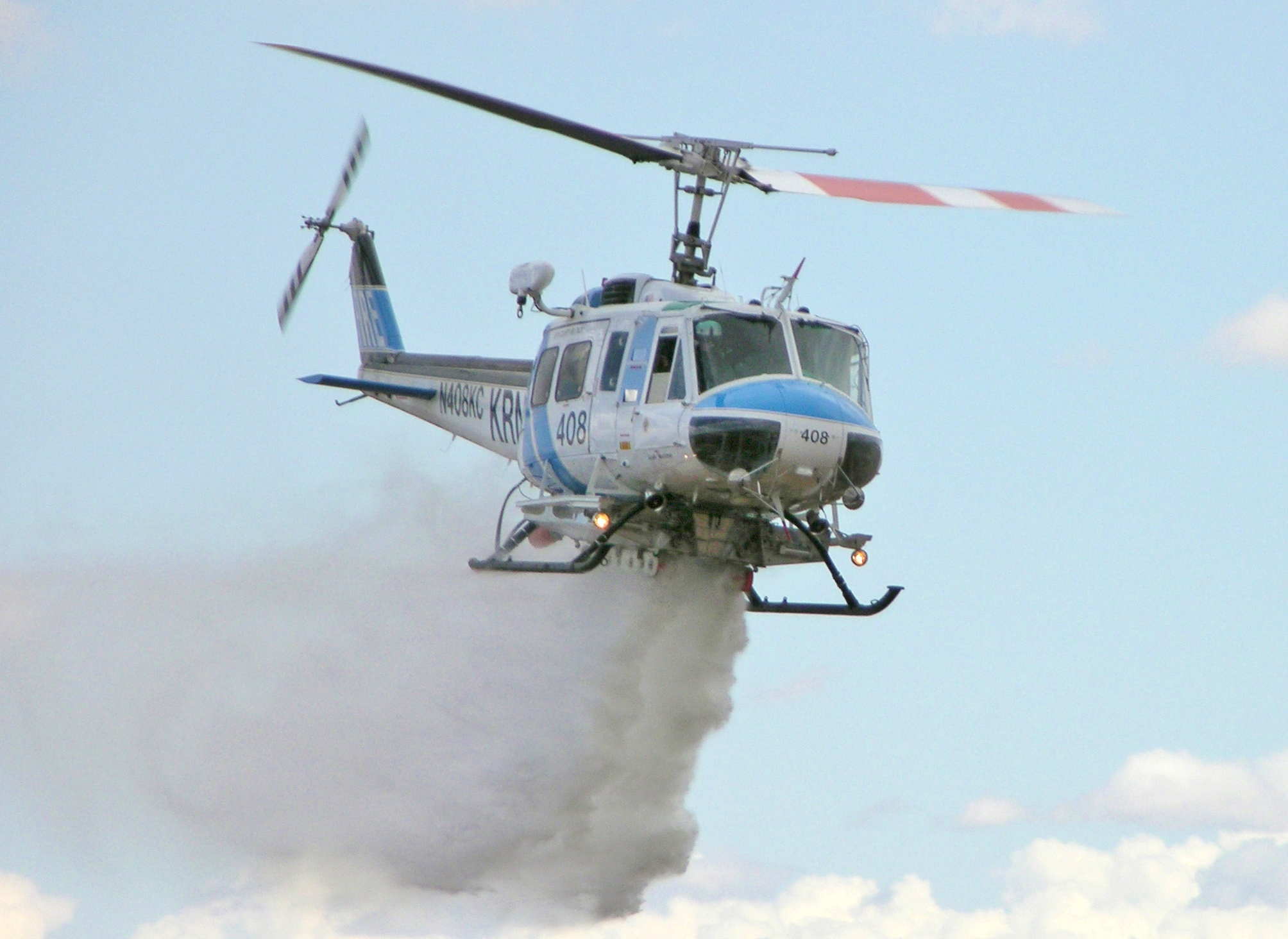
Un Bell 205 dels bombers llançant aigua per apagar un foc
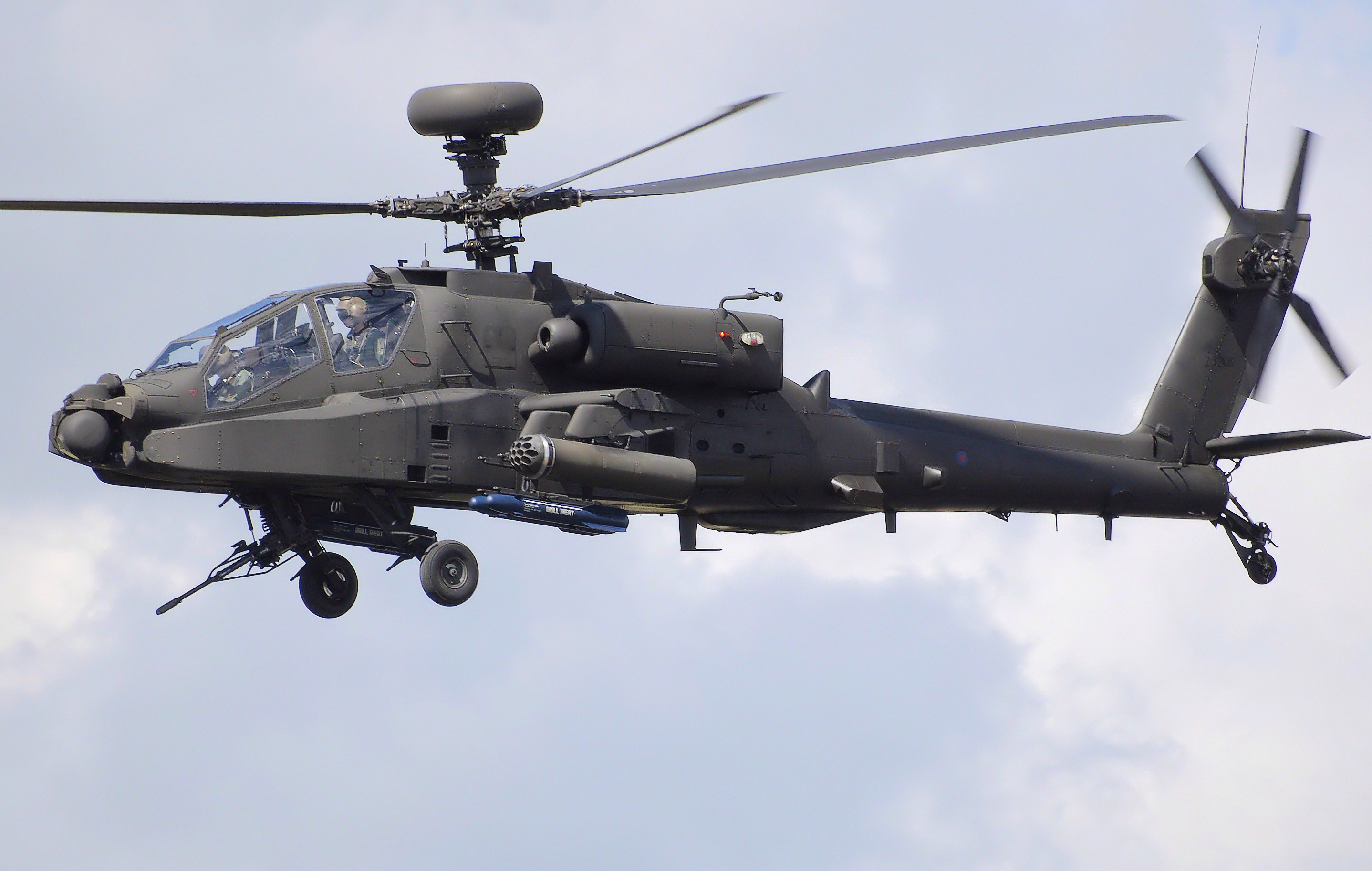
Un helicòpter d'atac AH-64 Apache
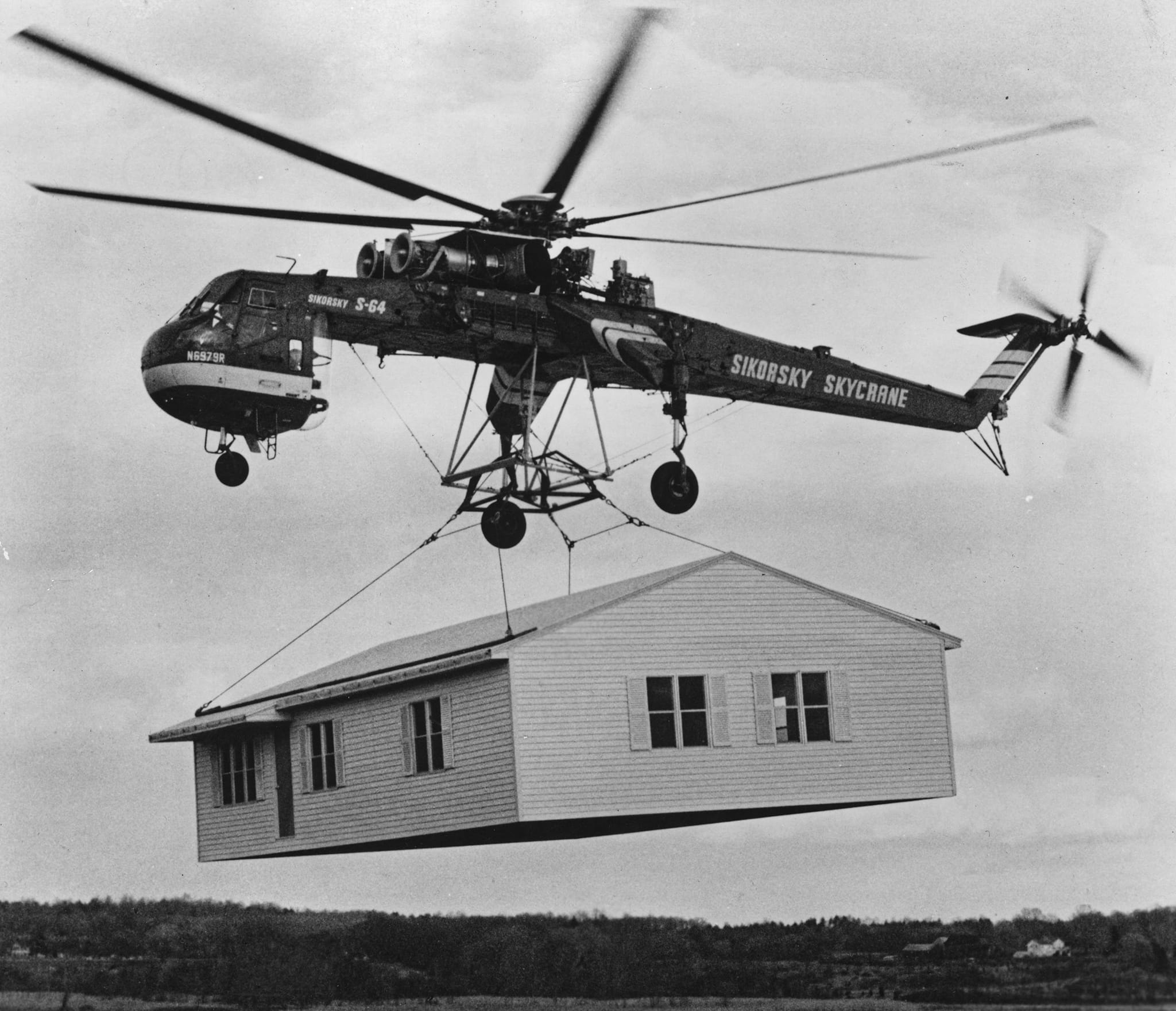
Sikorsky S-64 Helicòpter de càrrega transportant una casa prefabricada

Els helicòpters medicalitzats permeten traslladar molt ràpidament els ferits o malalts, bé sigui des del lloc d'un accident o entre centres hospitalaris. Aquests helicòpters compten amb equipament i personal mèdic i actuen com una ambulància aèria.
Com poden mantenir-se estacionaris volant a poca altura, els helicòpters són essencials per a missions de recerca i rescat d'accidentats o ferits en àrees de difícil accés, com ara en zones de muntanya o al mar. En aquests casos normalment l'helicòpter no aterra sinó que un especialista baixa amb un cabrestant per a afermar al rescatat i ascendir junts a l'helicòpter.
Els militars utilitzen helicòpters d'atac per a destruir objectius terrestres. Aquests aparells porten llançadors de míssils antitancs, coets i metralladores. Els helicòpters militars de transport són utilitzats per portar tropes a zones on seria impossible amb els avions (per exemple en àrees sense pistes o amb molt desnivell i vegetació). Les forces navals també utilitzen helicòpters equipats amb sonars i càrregues de profunditat en la guerra anti-submarina, operant des de vaixells de guerra com ara corbetes o destructors.

## Història

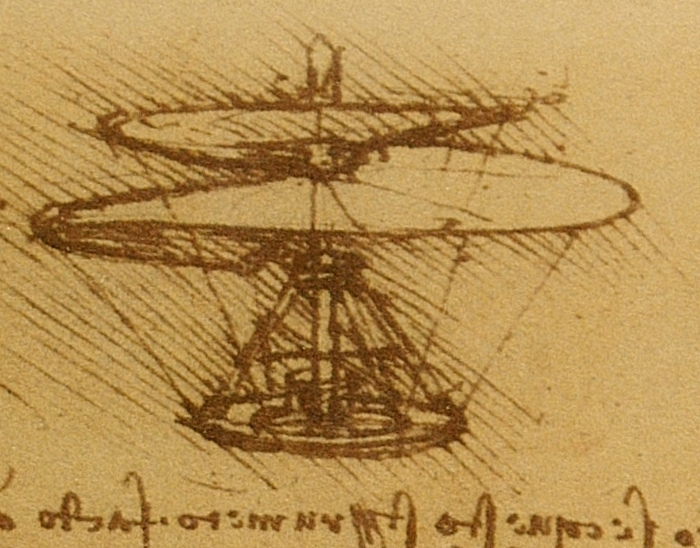
L'aparell volador de da Vinci "El cargol aeri"

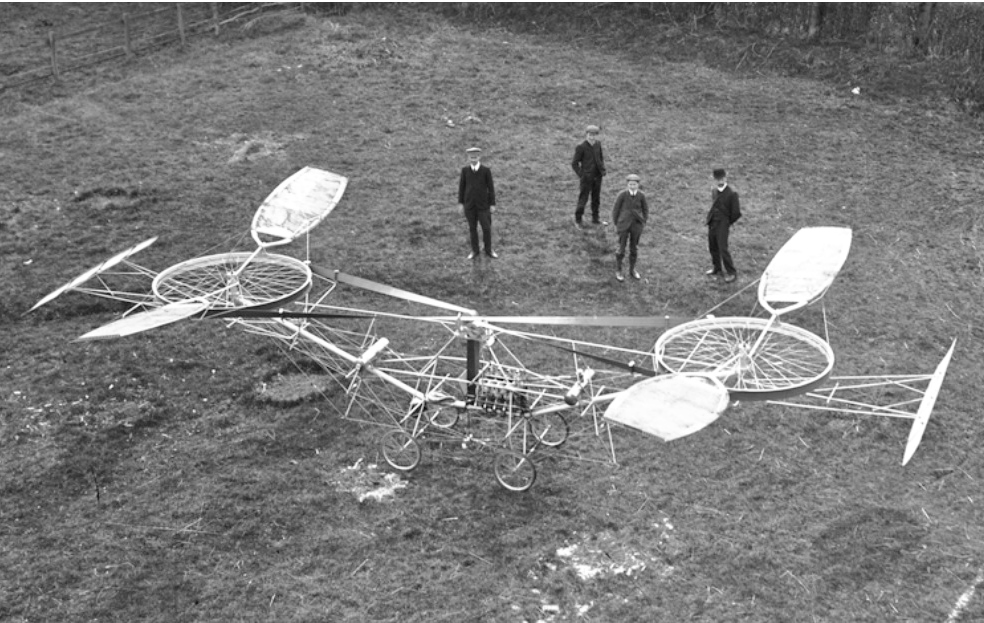
L'helicòpter del francès Paul Cornu l'any 1907

### Antecedents
Al final del segle xv Leonardo da Vinci va dissenyar una màquina que podia fer un vol vertical. Les notes que va deixar denoten que va realitzar models a escala de l'aparell, però que no havia dissenyat cap sistema que evités que l'aparell girés alhora que ho feia el rotor.
Anys més tard, amb el progrés de la tècnica i coneixement científic, van sorgir nous dissenys per tal de fer possible el vol vertical. L'any 1754 Mikhaïl Lomonóssov va mostrar el disseny d'un petit rotor coaxial (com els utilitzats en els helicòpters moderns) a l'Acadèmia Russa de les Ciències, proposava utilitzar-lo per a enlairar instruments meteorològics.
Per altra banda l'any 1783 Christian de Launoy i el seu mecànic Bienvenu van construir un model a escala que comptava amb dos rotors contra-rotatoris realitzats amb plomes de gall d'indi i en van fer una demostració a l'Acadèmia Francesa de les Ciències.

### Primers vols propulsats
El 1906 Jacques i Louis Charles Breguet van començar a experimentar amb hèlixs per a helicòpters i l'any 1907 van construir el Giropla Núm.1 que va aconseguir envolar-se amb un pilot 0,6 metres durant un minut. Tot i això era poc estable i calia que subjectessin l'aparell per cada banda, per aquesta raó es tracta del primer vol tripulat d'un helicòpter però no el primer vol lliure.
El mateix any l'inventor francès Paul Cornu va dissenyar i construir amb 2 rotors contrarotatoris de 6 m de diàmetre, accionats per un motor de combustió de 24 cavalls(18kW). El novembre de 1907 es va enlairar tripulat pel seu inventor, assolint una altitud de tan sols 0,3 m durant 20 segons. Va realitzar diversos vols més fins a arribar a altures de prop de 2 metres, però continuava sent inestable i es va abandonar aquest projecte.

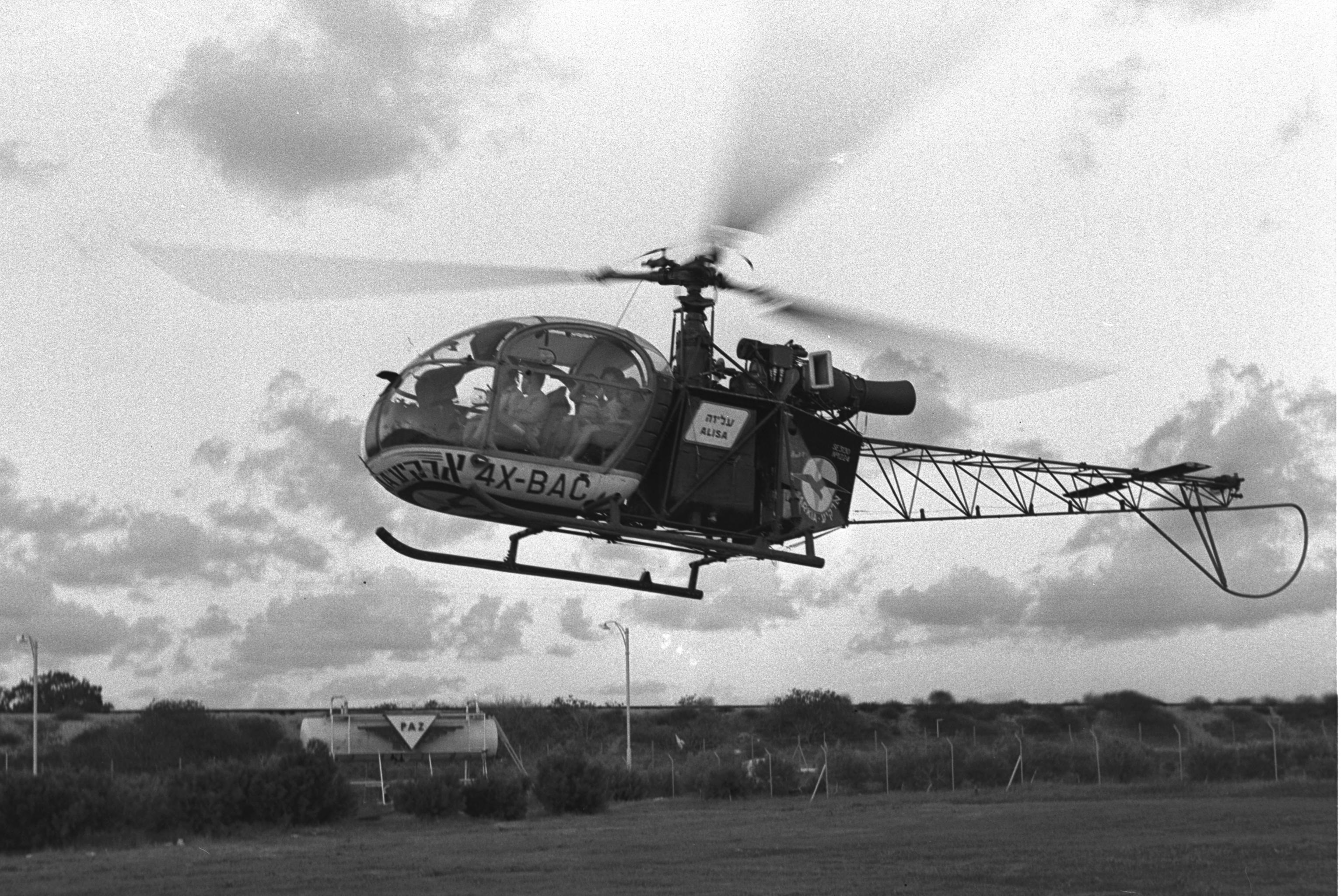
Helicòpter Alouette II, el primer produït en sèrie propulsat amb turboeix.

### Autogir
L'autogir va ser inventat per l'inventor espanyol Juan de la Cierva, volant per primer cop el gener de 1923. Semblant a un avió convencional però amb un rotor (no propulsat originalment) en comptes d'ales va suposar el primer disseny reeixit d'aeronau amb ala giratòria. Era capaç de volar de manera segura a baixa velocitat i envolar-se amb molt poca distància en comparació amb un avió equivalent. Va ser produït sota llicència a diversos països i suposar un revulsiu per al desenvolupament dels helicòpters.

### Propulsió amb turbines
L'any 1951 Charles Kaman va modificar el seu helicòpter Kaman K-225 amb un nou tipus de motor: el turboeix, basat en una turbina de gas. Amb aquest nou motor entregava una potència més gran amb un pes menor que els típics motors de cilindres. El març de 1954, un altre helicòpter Kaman, l'HTK-1 de la Marina dels Estats Units, va esdevenir el primer helicòpter amb doble turbina. Però el primer que entrà en producció en sèrie fou l'Alouette II.

## Característiques de disseny

### Rotor
El rotor és el conjunt d'aspes o pales giratòries que generen la força de sustentació. El rotor o rotors principals tenen una orientació horitzontal, mentre que el rotor de cua té una orientació vertical per tal de contrarestar el parell (força de gir que faria voltar sobre si mateix l'helicòpter) i controlar el gir. Les parts del rotor són l'eix, les pales del rotor -o ales giratòries- (de 2 a 4 per rotor habitualment) i el mecanisme on s'uneixen els dos elements anteriors.

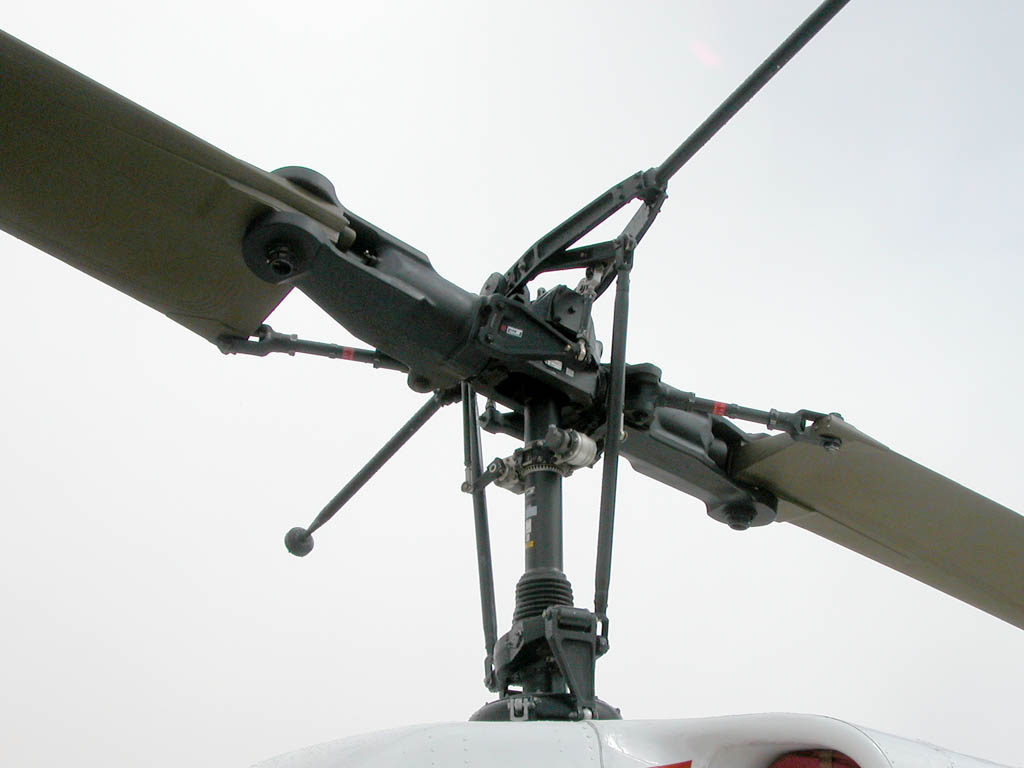
Sistema de rotor semirígid

## Controls i física del vol
Un helicòpter es governa amb tres controls principals: el col·lectiu, que controla el pas de totes les pales del rotor principal alhora i és el responsable de l'empenta vertical i s'usa per desplaçar-ser verticalment, el cíclic que controla l'orientació del rotor principal i s'usa per desplaçar-se endavant, endarrere i lateralment, i per acabar els pedals que controlen la força del rotor de cua i s'usen per a fer girar l'helicòpter sobre si mateix al voltant de l'eix vertical. Per pilotar un helicòpter cal fer anar tots tres controls al mateix temps de forma coordinada.
El pas de les pales d'un helicòpter canvia contínuament al llarg de la rotació de la pala al voltant de l'eix. El valor mitjà del pas ve donat pel control col·lectiu i la component variable ve donada pel control cíclic. La component variable és, per als helicòpters estàndards, una funció sinusoidal caracteritzada per l'amplitud i la fase. Aquests dos graus de llibertat són controlats conjuntament pel control cíclic longitudinal i cíclic lateral. D'aquesta manera, la posició azimutal dels extrems de la component sinusoidal determinen la direcció i la intensitat de la component horitzontal de l'empenta del rotor principal. Cal tenir en compte que el moviment fora del pla de cada pala i que, valorades conjuntament donen l'orientació del rotor, té els extrems desplaçats 90 graus aproximadament respecte als extrems del valor del pas cíclic. Això és a causa de la inèrcia de les pales que produeixen un retard en la resposta a les càrregues aerodinàmiques degudes al canvi de pas.
Per aconseguir aquest tipus de resposta les pales d'helicòpter estan dotades d'articulacions que permeten el moviment fora del pla (flap) i en el pla (lead-lag). Recentment s'han comercialitzat helicòpters sense articulacions que obtenen aquests graus de llibertat de les pales gràcies a seccions flexibles a l'arrel de les pales. Això en simplifica molt la construcció.

### Tipus de vol
Els dos tipus de vols bàsics en un helicòpter són l'estacionari i el convencional (habitualment cap endavant):
Vol estacionariConsisteix en el fet que l'helicòpter es manté a l'aire sense avançar en cap direcció del pla horitzontal, tan sols variant la seva altura o fins i tot mantinguen-se de forma estàtica a l'aire. Es produeix en els moments d'enlairament i aterratge així com quan cal per a una funció determinada com per exemple carregar materials diversos, gravar imatges, etc. És aquesta capacitat de vol estacionari la que confereix grans avantatges als helicòpters. També es tracta d'una situació delicada, ja que el fuselatge de l'helicòpter rep tot l'ampit de l'aire impulsat pel seu rotor principal i requereix correccions contínues per part del pilot per mantenir l'helicòpter estable. Per tal de mantenir el vol estable el pilot utilitza el control cíclic per no desplaçar-se en el pla horitzontal (endavant, endarrere o cap als costats) i el control col·lectiu per modificar l'alçada en què es troba. Per altra banda els pedals permeten modificar la direcció del morro i, per tant, el rumb. La dificultat es troba en la necessitat d'ajustar tots els controls, ja que qualsevol modificació en una de les direccions requerix ajustos en la resta de controls.
Vol convencionalUtilitzat per a desplaçar-se en el pla horitzontal. En aquest tipus de vol l'helicòpter se sol moure cap endavant i es controla de forma semblant a la d'un avió d'ala fixe. Prémer el control cíclic cap endavant causarà que el morro baixi i, per tant, un augment en la velocitat i una disminució en l'altura. El moviment contrari alentirà l'helicòpter i farà que guanyi altura. Augmentar la potència en el control col·lectiu també farà augmentar l'altura mentre que baixar-la la farà reduir. Combinant el cíclic i el col·lectiu es pot variar la velocitat mentre es manté l'altura de vol. Els pedals tenen la mateixa funció que un avió convencional permeten variar el rumb ("girar") cap a una direcció o altra. Tot i això cal tenir en compte que els pedals en un helicòpter controlen el rotor caudal mentre que en un avió el timó de direcció.

## Rècords mundials
| Tipus de rècord                                       | Rècord                                                                       | Helicòpter               | Pilot(s)                  | Data                  | País                                                             | Nota                    | Referència |
| ----------------------------------------------------- | ---------------------------------------------------------------------------- | ------------------------ | ------------------------- | --------------------- | ---------------------------------------------------------------- | ----------------------- | ---------- |
| Velocitat                                             | 400,87 km/h                                                                  | Westland Lynx            | John Trevor Egginton      | 11 d'agost de 1986    | Anglaterra, Regne Unit                                           |                         | [ 12 ]     |
| Distància sense aterrar                               | 3.561,55 km                                                                  | Hughes YOH-6A            | Robert G. Ferry           | 6 d'abril de 1966     | Estats Units d'Amèrica                                           |                         | [ 13 ]     |
| Velocitat mitjana fent la volta al món                | 136,7 km/h                                                                   | Agusta A109S Grand       | Scott Kasprowicz          | 18 d'agost de 2008    | Des de i fins a Nova York via Europa, Rússia, Alaska i el Canadà | Sense abastament en vol | [ 14 ]     |
| Altitud màxim sense càrrega                           | 12.442 m                                                                     | Aerospatiale Lama        | Jean Boulet               | 21 de juny de 1972    | França                                                           |                         | [ 15 ]     |
| Màxima alçada en vol horitzontal                      | 11.010 m                                                                     | Sikorsky CH-54 Tarhe     | James K. Church           | 4 de novembre de 1971 | Estats Units d'Amèrica                                           |                         | [ 16 ]     |
| Altitud amb càrrega de 40 tones                       | 2.255 m                                                                      | Mil V-12                 | Vasily Kolochenko, et al. | 6 d'agost de 1969     | URSS                                                             |                         | [ 17 ]     |
| Enlairament a major alçada amb propulsió amb turboeix | 8.848 m                                                                      | Eurocopter AS350         | Didier Delsalle           | 14 de maig de 2005    | França                                                           | Mount Everest (Nepal)   | [ 18 ]     |
| Enlairament a major alçada amb motors de pistons      | 4.300,7 m                                                                    | Robinson R44             | Mark Young                | 12 d'octubre de 2009  | Estats Units d'Amèrica                                           | Pike's Peak, Colorado   | [ 19 ]     |
| Primer vol tripulat amb propulsió elèctrica           | Primer helicòpter elèctric tripulat                                          | Solution F Prototype     | Pascal Chretien           | 12 d'agost de 2011    | França                                                           | Venelles                | [ 20 ]     |
| Vol amb propulsió humana més llarg                    | Pedalant, a l'aire durant 64 segons, alçada màxima de 3,3 m recorrent 46,9 m | AeroVelo Atlas, 4 rotors | Dr. Todd Reichert         | 13 de juny de 2013    | Canadà                                                           | Dins un estadi cobert   | [ 21 ]     |